# All Stood Still
"All Stood Still" är den brittiska gruppen Ultravox fjärde och sista singel från albumet Vienna. Den låg tio veckor på englandslistan och nådde som bäst en åttonde placering i juni 1981.

## Låtlista

### 7" versionen
1. "All Stood Still" - 03:40
2. "Alles Klar" - 04:53

### 12" versionen
1. "All Stood Still (12" Version)" - 5:05
2. "Alles Klar" - 4:53
3. "Keep Talking" - 6:21